# Saitajoki (vattendrag, lat 67,63, long 23,77)
Saitajoki är ett vattendrag i Finland.   Det ligger i landskapet Lappland, i den norra delen av landet, 800 km norr om huvudstaden Helsingfors.